# Mộng Song Sơ Thạch
Mộng Song Sơ Thạch (zh. 夢窗疏石, ja. musō soseki), 1275-1351, là một vị Thiền sư Nhật Bản danh tiếng thuộc tông Lâm Tế. Sư là người rất có công trong việc truyền bá tông phong Lâm Tế tại Nhật, sau được Nhật hoàng phong danh hiệu Quốc sư.
Sư sinh ra trong một gia đình thuộc dòng dõi quý tộc, mất mẹ năm bốn tuổi. Vừa lên tám, Sư đã xuất gia và ban đầu chuyên tu tập theo Mật giáo (zh. 密教, ja. mikkyō). Trong khoảng thời gian 10 năm, Sư thu thập tất cả những ấn tượng huyền bí của Mật giáo tại đây. Một năm sau khi thụ giới cụ túc (1292), Sư chuyển sang tu tập theo phương pháp của Thiền tông. Nguyên nhân của sự thay đổi này chính là cái chết bi thảm của một vị thầy. Sư tự thấy rằng, vấn đề chính của cuộc sống là sinh tử luân hồi không thể giải quyết được bằng tri thức uyên bác, kiến thức của một học giả. Trong thời gian 100 ngày sau khi thầy mình lâm chung, Sư tụng kinh cầu an cho thầy và nhân đây, Sư có một giấc mộng rất quan trọng. Trong giấc mộng này, Sư được gặp hai vị Thiền sư Trung Quốc quan trọng đời nhà Đường là Thạch Đầu Hi Thiên (zh. 石頭希遷, ja. sekitō kisen) và Sơ Sơn Quang Nhân (zh. 疏山光仁, ja. sozan kōnin), một môn đệ của Động Sơn Lương Giới (zh. 洞山良價). Thạch Đầu xuất hiện dưới dạng một vị tăng của Chân ngôn tông, Sơ Sơn dưới dạng Bồ-đề-đạt-ma. Sau giấc mộng này, Sư tự đặt tên cho mình là Sơ Thạch (疏石, ja. so-seki) - ghép từ hai chữ đầu của Sơ Sơn và Thạch Đầu. Mộng Song, 'Cửa sổ của giấc mộng' (zh. 夢窗, ja. musō) đã mở rộng, hướng dẫn Sư trên con đường Thiền.
Sau đó, Sư yết kiến nhiều vị Thiền sư danh tiếng đương thời - một trong những vị này là Nhất Sơn Nhất Ninh (zh. 一山一寧, ja. issan ichinei), một vị Thiền sư Trung Quốc danh tiếng - nhưng không hài lòng với những phương pháp tu tập của những vị này. Nghe danh của Thiền sư Cao Phong Hiển Nhật (zh. 高峰顯日, ja. kōhō kennichi), Sư liền đến tham học. Sư học không lâu nơi Cao Phong nhưng vẫn được xem là môn đệ vì sau này Cao Phong chính là người ấn khả cho Sư.
Vào một ngày tháng năm (1305), đang trên đường trở về am và trong lúc mệt mỏi, Sư vừa muốn dựa lưng vào tường thì có cảm giác bức tường bỗng nhiên biến mất, Sư té xuống và nhân đây ngộ được yếu chỉ thiền.
Sau sự việc quan trọng này, Sư vẫn chu du đây đó, chú tâm đến việc Toạ thiền (ja. zazen). Cuối cùng, Sư nhận lời mời trụ trì Thiên Long tự (zh. 天龍寺, ja. tenryū-ji) tại Kinh Đô - một ngôi chùa được xếp vào hệ thống Ngũ sơn thập sát (五山十剎, ja. gozan jissetsu) - và trở thành một nhân vật quan trọng của nền văn hoá Phật giáo tại đây.
Sư cũng là một trong những tác giả đứng hàng đầu của phong trào Ngũ sơn văn học (zh. 五山文學, ja. gosan bungaku), một phong trào rất quan trọng trong việc truyền bá văn hoá, khoa học và nghệ thuật của Trung Quốc sang Nhật. Tên của Sư gắn liền với nhiều việc khai sơn, sáng lập thiền viện và đích thân Sư cũng trụ trì nhiều thiền viện danh tiếng, trong đó có Nam Thiền tự (zh. 南禪寺, ja. nanzen-ji), một ngôi chùa với những kiến trúc, vườn cảnh nổi danh trên thế giới. Dưới sự chỉ đạo của Sư, một vị Tướng quân (shōgun) với tên Túc Lợi Tôn Thị (ja. ashikaga takauji) truyền lệnh lập 66 ngôi chùa ở 66 nơi khác nhau với tên An Quốc tự (zh. 安國寺, ja. ankoku-ji) và từ đây, Thiền tông được truyền bá khắp nước Nhật. Một trong những tác phẩm quan trọng của Sư là Mộng trung vấn đáp tập (zh. 夢中問答集, ja. muchūmondō-shū), trong đó, Sư trình bày các yếu chỉ của Thiền tông qua các câu hỏi và trả lời. Ngoài ra, Sư cũng nổi danh trong nghệ thuật Thư đạo (zh. 書道, ja. shodō). Sư được bảy vị Nhật hoàng tôn làm thầy và được phong bảy danh hiệu khác nhau. Dưới danh hiệu Mộng Song Quốc sư, Sư đi vào lịch sử của Phật giáo Nhật Bản.